# Кібець (прізвище)
Кібе́ць — прізвище. Походить від Кібець.

## Відомі носії
- Кібець-Бондаренко Микола Степанович (нар. 1896, Цибулеве, Херсонська губернія, тепер Знам'янський район, Кіровоградська область — пом. 3 січня 1921 р., Новоархангельський район, Кіровоградська область) — отаман українських повстанців на території теперішнього Знам'янського р-ну (Кіровоградська обл.) у 1920 р.

- Кібець Леонід Федорович  (нар. 9 жовтня 1931(19311009), село Новомиколаївка, тепер Жовтневого району Миколаївської області) — український радянський партійний діяч.
- Кібець Юрій Іванович (* 6 серпня 1946) — український поет-шістдесятник.
- Кібець Іван Михайлович (* 10 жовтня 1910) — вчитель, літератор, етнограф, краєзнавець, живописець, народний умілець.